# Meisje in witte kimono
Meisje in witte kimono is een schilderij van de Nederlandse kunstschilder George Hendrik Breitner, geschilderd in 1894, olieverf op linnen, 59 x 57 centimeter. Het toont Breitners model Geesje Kwak, liggend op een divan in een kimono, geschilderd in een stijl die beïnvloed werd door het japonisme. Het werk bevindt zich thans in de collectie van het Rijksmuseum te Amsterdam.

## Context
In de tweede helft van de negentiende eeuw lieten veel Europese kunstenaars zich inspireren door de exotische wereld van het Verre Oosten. Aanvankelijk was deze invloed vooral te zien in de onderwerpskeuze (oriëntalisme), vanaf de jaren 1880 was ook de invloed van de Japanse prentkunst duidelijk zichtbaar, waarmee de aan het post-impressionisme verwante stroming van het japonisme ontstond.
Ook Breitner raakte onder de indruk van de Oosterse kunst, met name nadat hij in 1892 een tentoonstelling van Japanse prenten had bezocht in de Haagse kunstkring. In 1894 schilderde hij zijn serie van meisjes in kimono, kort nadat hij uit de Inrichting voor Ooglijders was ontslagen, waar hij herstelde van een ernstige venerische ziekte. Na zijn dood bleken zich een groot aantal Japanse prenten en Oosterse spullen in zijn nalatenschap te bevinden.

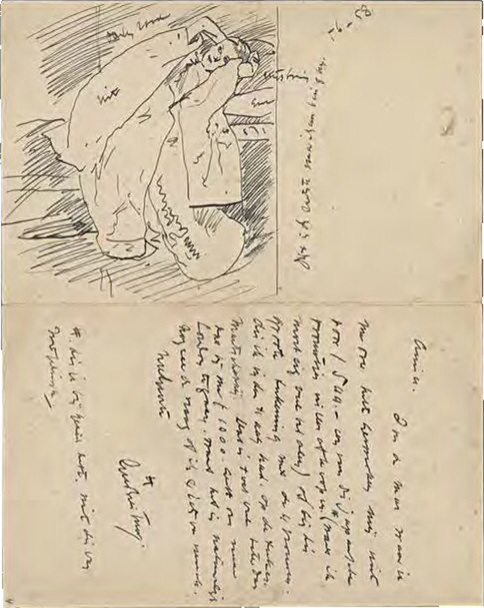
Schets in een brief aan Willem Witsen, 1894

## Afbeelding
Meisje in witte kimono toont Breitners toenmalige model Geesje Kwak, een frêle zestienjarige hoedenverkoopster uit de Jordaan, bij wie hij klaarblijkelijk rust en ontspanning vond na zijn ziekte. Geesje ligt ontspannen maar tegelijk ook wat gekunsteld op een divan. Ze wordt omgeven door huiselijke, oosters getinte interieurstukken, die iets rustgevends uit lijken te ademen. Breitner beeldt haar enigszins eendimensionaal af, met het hoofd naar links. De compositie is geschilderd in een vormvaste stijl, die duidelijk afwijkt van Breitners ruigere werk uit de jaren daarvoor (De Gele Rijders), maar ook van de stadgezichten in de jaren daarna (De Singelbrug bij de Paleisstraat in Amsterdam). Datzelfde geldt ook voor de andere kimono-schilderijen van Breitner, die daarmee een unieke plaats in diens oeuvre innemen. De werken zijn minder beweeglijk, stiller en intiemer dan voor hem gebruikelijk is.
Breitner schilderde Geesje Kwak twaalf keer als kimono-meisje, waarvan enkele keren in waterverf. Van het hier besproken schilderij, in witte kimono, bestaat een sterk gelijkende versie die zich thans bevindt in het Rijksmuseum Twenthe te Enschede. Bekendheid geniet ook zijn Meisje in rode kimono, waarbij Geesje in een bijna identieke pose op de divan ligt, alleen met het hoofd naar de andere zijde. Een andere keer zit Geesje voor een spiegel, half van achteren gezien. Ook is er een versie waarbij ze languit ligt op de sofa. In een qua stijl enigszins afwijkende versie, Het oorringetje getiteld (de eerste uit de serie, 1893), zien we haar staande voor de spiegel, in een blauwe kimono.

## Foto

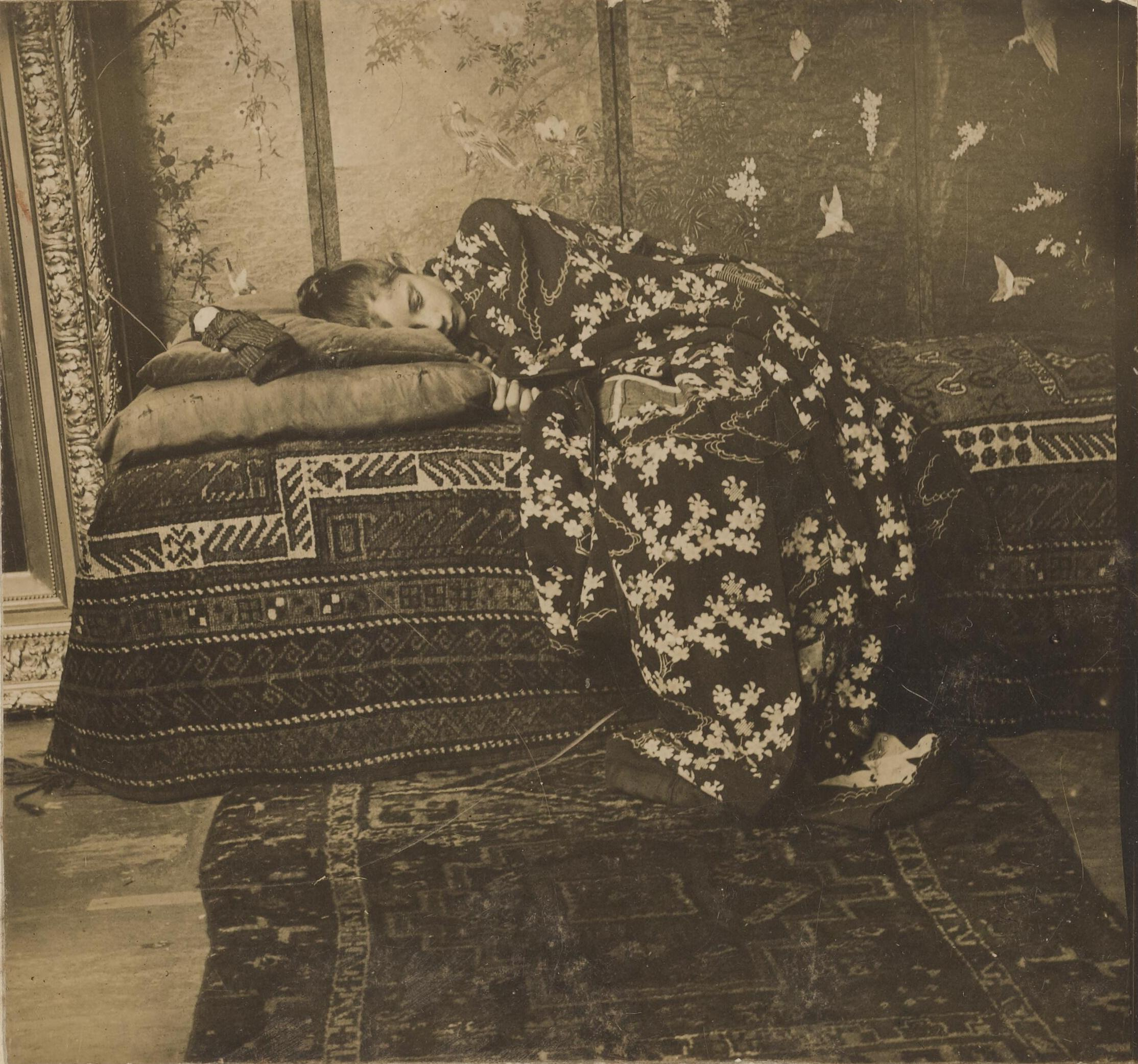
George Hendrik Breitner, Meisje in witte kimono (Geesje Kwak) in Breitners atelier.

Net als veel andere schilderijen van Breitner is zijn ook zijn voorstellingen van meisjes in kimono voornamelijk gebaseerd op zelfgemaakte foto's. Van Geesje Kwak zijn meerdere foto's bekend in rode en witte kimono, soms liggend op de divan, soms staand, soms zittend. Breitner schilderde zijn foto's echter nooit klakkeloos na, maar experimenteerde steeds met de houding van zijn model, de richting en het formaat. Opvallend is dat Geesje op de foto waarop Meisje in witte kimono gebaseerd lijkt, het hoofd naar links heeft gedraaid, terwijl het op het schilderij naar rechts is gekeerd. Ook draagt ze op deze foto een rode kimono, terwijl ze op het schilderij met een witte is afgebeeld.

## Waardering
Breitner exposeerde een aantal van zijn kimono-meisjes bij kunstenaarsvereniging Arti et Amicitiae. Aanvankelijk reageerde de kunstkritiek dan ook nogal afwijzend. Sommige critici beoordeelden de schilderijen als aanstootgevend, omdat in hun ogen de afgebeelde "vrouwmenschen van verdacht uiterlijk en ongegeneerd van houding" waren.
Tegenwoordig worden de afbeeldingen van kimono-meisjes beschouwd als een hoogtepunt in het Nederlandse japonisme. Op 28 oktober 2003 werd het geveild bij Christie's. De Maastrichtse kunsthandelaar Robert Noortman kocht het voor 582.450 euro. Zeven jaar later op 8 november 2010 werd er nog een kimonomeisje geveild bij het veilinghuis Amsterdam Auctioneers Glerum. Dit 'lang verloren gewaande' schilderij, Meisje in rode kimono voor spiegel, werd voor 360.000 euro verkocht aan een Nederlandse particuliere verzamelaar.

## Trivia
- De componist en dichter Micha Hamel heeft in 2012 voor het Holland Festival het zeventig minuten durende muziekstuk De rode kimono gecomponeerd. Het is een door de steampunk geïnspireerde fantasie over het schilderij Meisje in witte kimono dat in het Stedelijk Museum hangt. Het stuk werd in het Muziekgebouw aan 't IJ uitgevoerd door het Hexagon Ensemble.
- In 2010 verscheen van Meisje in witte kimono een Nederlandse postzegel van 44 eurocent.[7] In 2014 kwam een kinderpostzegel uit naar het schilderij.
- In Seizoen 1 aflevering 2: Eenmaal, Andermaal van de Nederlandse detective serie Heer & Meester koopt Valentijn Bentinck perongeluk een vervalsing van het Meisje in Witte kimono.

## Andere kimono-meisjes

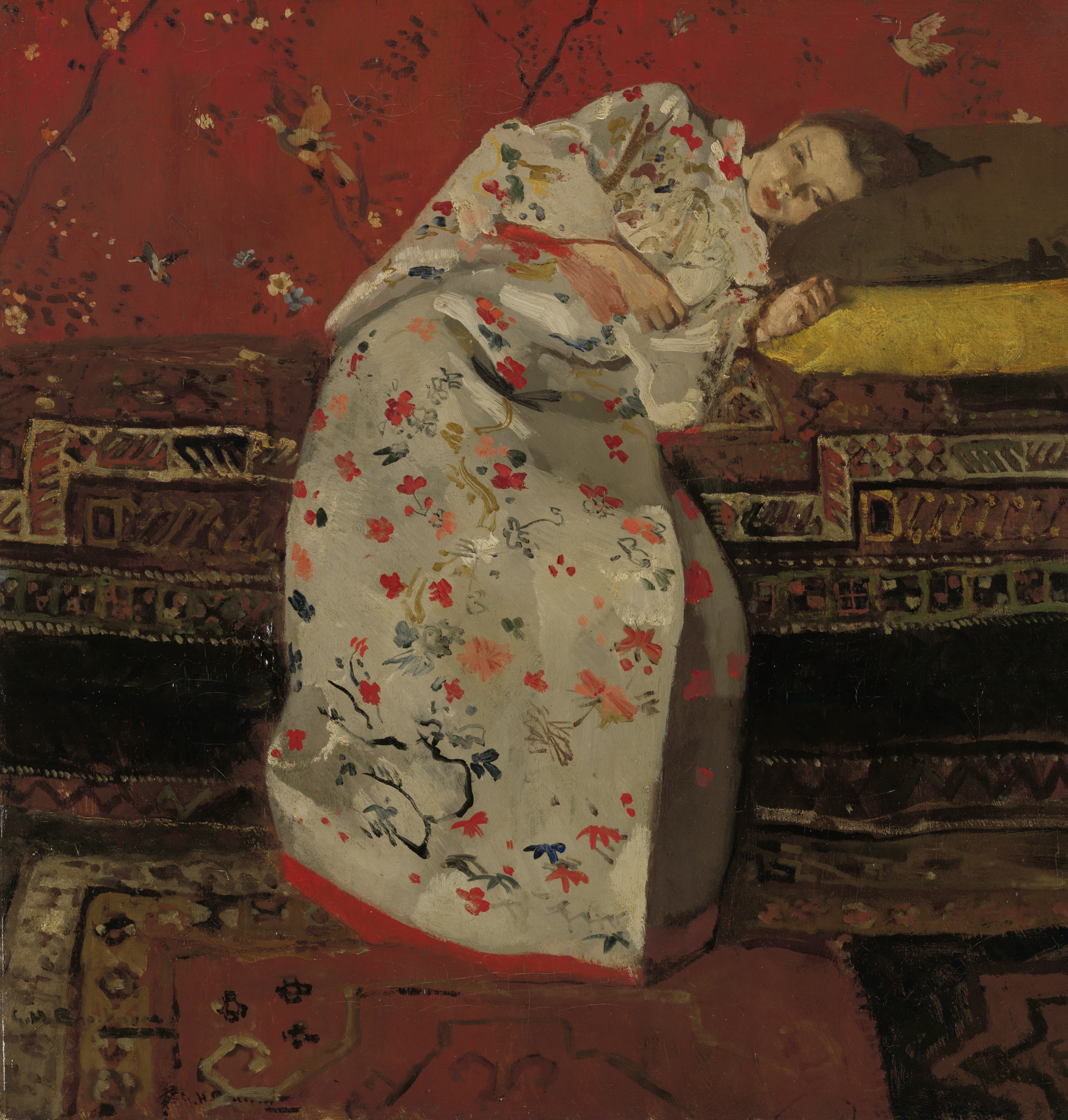
Meisje in witte kimono, Rijksmuseum Twenthe
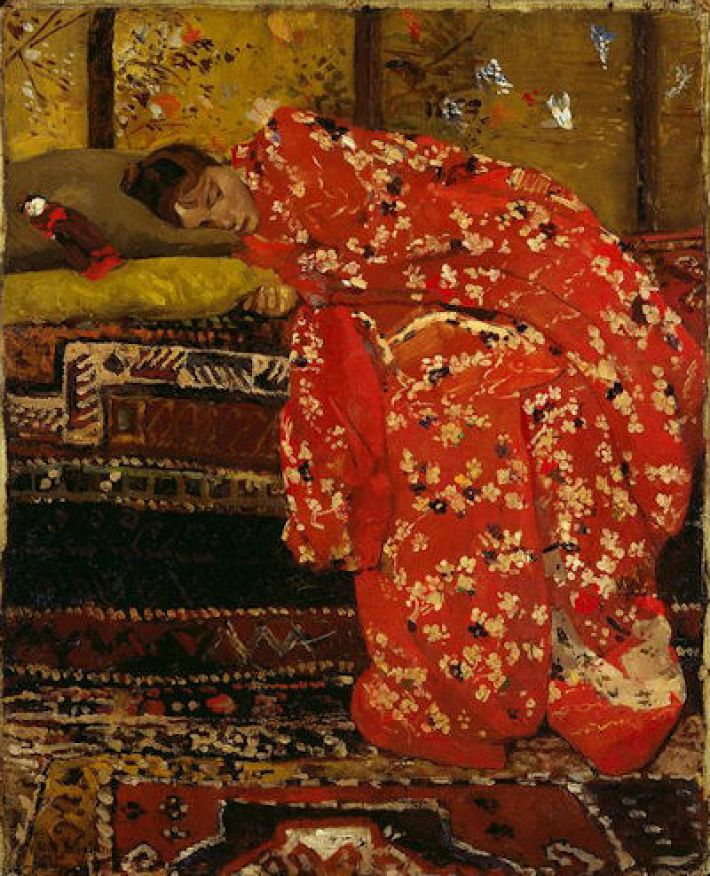
Meisje in rode kimono
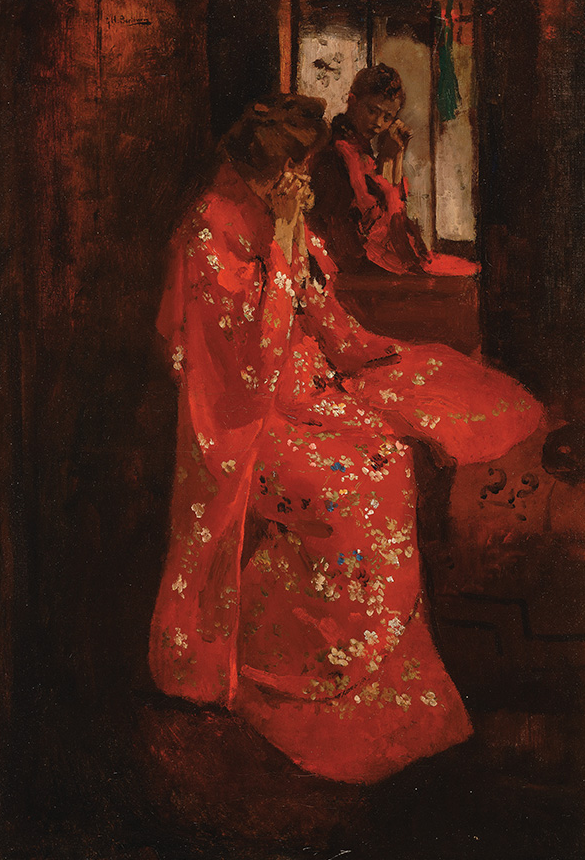
Meisje in rode kimono, voor de spiegel
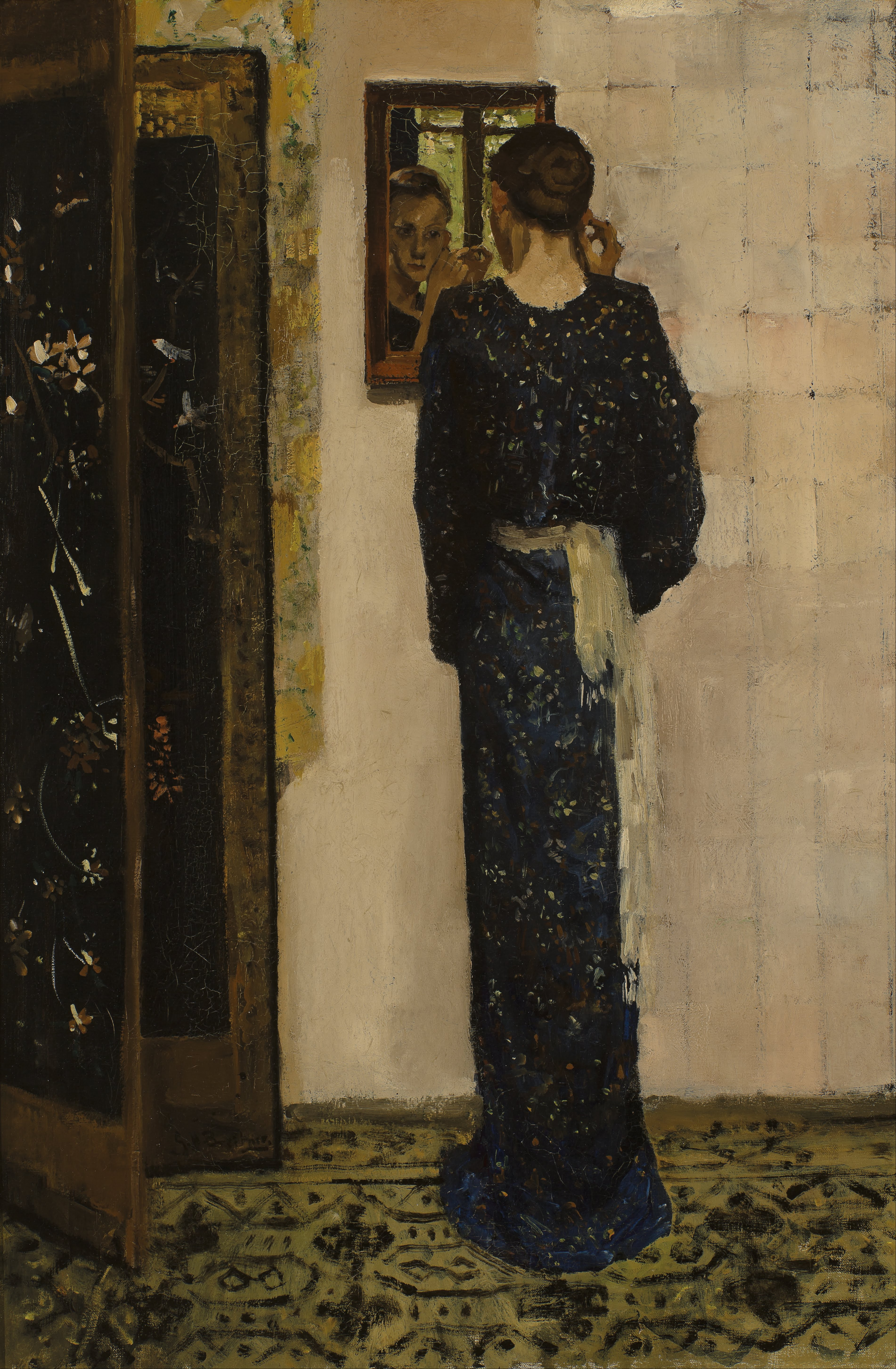
Het oorringetje, 1893